# Lolium temulentum
Lolium temulentum, ook bekend als dolik, is een eenjarige plant en behoort tot de familie Poaceae of Grassenfamilie.
De plant wordt ongeveer 1 meter hoog en groeit in graanvelden. Deze plant komt veelvuldig voor in Syrië en Israël. Het is het onkruid uit Jezus' parabel van het onkruid onder het tarwe.
Het wordt beschouwd als onkruid, zie bv. artikel 536 van het Strafwetboek (België): "...wordt gestraft hij die kwaadwillig een bezaaide akker verwoest, zaad van dolik of van enig ander schadelijk kruid of gewas op een akker strooit, landbouwgereedschappen, omheiningen voor het vee of wachtershutten stukbreekt of onbruikbaar maakt."